# 삼립사전
삼립사전은 포석 단계에서 돌 세개가 일렬로 늘어서 있을 때는 원칙적으로 네칸을 벌릴 수 있다는 뜻이다. 네 칸을 벌리면 끊어지지 않고 연결이 가능하다는 뜻으로, 수비적 개념의 관용어다. 